# Гарбузова, Виринея Стефановна
Виринея (Виктория) Стефановна (Степановна) Гарбузова (1914, Санкт-Петербург — 2002, там же) — советский и российский учёный-востоковед, тюрколог и переводчик, ведущий специалист по истории средневековой турецкой литературы. Доктор филологических наук, профессор Кафедры тюркской филологии Восточного факультета СПбГУ.

## Биография
Виринея Стефановна Гарбузова родилась 26 апреля (9 мая) 1914 года в Петербурге в семье рабочего.
В 1939 году окончила филологический факультет Ленинградского государственного университета по специальности «тюркская филология».
В 1939—1954 годах — научный сотрудник Государственного Эрмитажа.
В 1940 году опубликовала свою первую научную работу по материалам «Книги путешествия» турецкого автора XVII века Эвлии Челеби, выполнив для этого переводы нужных фрагментов.
С 1946 года начала преподавать на Восточном факультете Ленинградского государственного университета, перейдя в дальнейшем на Кафедру тюркской филологии на постоянную работу.
19 апреля 1956 года защитила кандидатскую диссертацию на тему: «Сказание о Мелике Данышменде» как древнейший тюркоязычный литературный памятник на территории Малой Азии" (в 1959 году издана отдельной книгой). С 1960 — доцент кафедры.
В 1975 году защитила диссертацию на тему: «Турецкая поэзия XIII — первой четверти XX в.», получив степень доктора филологических наук.
С 4 мая 1979 года — профессор Кафедры тюркской филологии Восточного факультета ЛГУ (СПбГУ). Проводила спецсеминары по чтению и комментированию османских литературных текстов в качестве иллюстраций к своим лекционным курсам. Автор около 100 научных работ.
Вторая жена А. Н. Болдырева (1947—1993). Семейное прозвище Тора.
Умерла 8 июня 2002 года. Похоронена в Санкт-Петербурге на Серафимовском кладбище.

## Награды
- Награждена медалями СССР.
- награждена медалью «Санкт-Петербургский государственный Университет» (1997).[4]

## Основные работы
- Докторская диссертация: Турецкая поэзия XIII — первой четверти XX в.: (Основные этапы развития, проблема творческой преемственности). Л., 1975. 295 л. (ЛГУ).
- Эвлия Челеби о стамбульских ювелирах // Тр. Отдела Востока Гос. Эрмитажа. Том З. Л., 1940. С. 313—324.
- К вопросу об авторе и редакторах «Сказания о Мелике Данышменде» // Памяти акад. И. Ю. Крачковского. Л., 1958. С. 47-59.
- Сказание о Мелике Данышменде: Исторически-филологическое исследование / АН СССР. Институт востоковедения. М.: ИВЛ, 1959. 189 с.
- Классика турецкой литературы. Ташкент: Гослитиздат УзССР, 1960. 110 с. (на узбекском языке).
- Поэты средневековой Турции. Л.: Изд-во ЛГУ. 1963.
- Поэты Турции XIX в. / В. С. Гарбузова; отв. ред. А. Н. Кононов. Л.: Изд-во ЛГУ, 1970. 116 с.
- Поэты Турции первой четверти XX века / В. С. Гарбузова; отв. ред. А. Н. Кононов. Л.: Изд-во ЛГУ, 1975. 72 с.

Переводы
- Плата за молчание. Рассказы турецких писателей: Антология / Перев.: Н. Яковлева, А. Зырин, В. Гарбузова; Сост. А. Зырин. — Л.: Художественная литература. Ленингр. отд-ние, 1974. — 368 с. — 50 000 экз.
- Якуб Кадри Караосманоглу. Чужак. Все та же песнь…: Авторский сборник / Перев.: М. Малышев, В. Гарбузова. — Л.: Художественная литература. Ленингр. отд-ние, 1980. — 328 с. — 30 000 экз.
- Эмрах Сельви и другие турецкие народные повести / Перев.: В. Гарбузова, Василий Кондратьев; Сост. Х. Короглы. — М.: Наука. ГРВЛ, 1982. — 448 с. — 90 000 экз.